# یواس‌اس های بال (اس‌پی-۹۴۷)
یواس‌اس های بال (اس‌پی-۹۴۷) (به انگلیسی: USS High Ball (SP-947)) یک کشتی بود که طول آن ۴۵ فوت (۱۴ متر) بود. این کشتی در سال ۱۹۱۰ ساخته شد.